# 田宮榮一
田宮 榮一（たみや えいいち、1932年10月16日 - 2018年2月16日）は、日本の警察官、コメンテーター。最終階級は警視監。日本テレビ客員解説員を務めた。表記は田宮栄一になっている場合もある。

## 経歴
日本統治時代の台湾で生まれる。
戦後、日本に復員して山形県西村山郡河北町で高校卒業まで過ごした。山形県立谷地高等学校を卒業後、中央大学法学部を経て1952年に警視庁採用。
所謂「ノンキャリア」として、採用時の巡査から警視監（現役警察官としては警視長）まで昇任を経験。田宮以外にもノンキャリアで警視監まで昇任した者は他にも居るが、その数は非常に少ない狭き門であり、特に刑事畑出身の者は事件捜査で多忙を極める関係上、昇任試験の勉強をする時間的な余裕がなく、昇任しにくい傾向にある。そのため、殆どは警務部などに所属する事務系統の警察官が昇任するのが通例。そんな中において田宮は刑事畑の出身でありながら警視監まで昇任した人物という点で特筆される。
警察幹部となってからは警視庁成城警察署署長、警視庁刑事部捜査共助課課長、警視庁刑事部鑑識課課長、警視庁刑事部捜査第一課課長、警視庁新宿警察署署長、警視庁刑事部刑事総務課課長、警視庁刑事部参事官、警視庁警察学校校長、警視庁警邏部部長などを歴任。立場が地方公務員から国家公務員に変わる警視正以上の階級に昇任して以降も警視庁から離れることはなかったとされる（隣接する警察庁への一時的な出向を除く）。
定年退官後、ヤマト運輸に採用され、顧客サービス部付、常務取締役、専務取締役兼経営企画本部長、代表取締役専務、常勤顧問、ヤマトコレクトサービス株式会社会長を歴任したが1999年6月に退任。
後に株式会社警察研修社取締役会長、財団法人犯罪被害者救援基金で理事を務めたほか、警察政策学会管理運営部会会員に名を連ねた。
また、各メディアに警察関係者として刑事事件関係のコメンテーターとして迎えられた。
2004年、瑞宝小綬章受章。
2018年2月16日午後11時45分、転移性肺癌により、入院先の病院で逝去（85歳没）。叙従五位。

## 人物
歴代の警視庁捜査第一課長では数少ない生え抜き刑事であった。
初任地は警視庁愛宕警察署管内の派出所。派出所所員として勤務をした後、刑事に任用されて愛宕警察署内に異動。刑事課捜査係に配属された。
以降、刑事畑を歩むなかで本庁刑事部捜査第一課には巡査部長時代から勤務。殺人事件などの凶悪犯罪や火災事件などの捜査を経験した。
その後、警察学校教養部長、警察庁への出向で現場を離れた時期もある。
鑑識課長だった1982年2月、ホテルニュージャパン火災、日本航空350便墜落事故（日航機羽田沖逆噴射墜落事故）の事案を担当、その直後の1982年3月には第44代 捜査一課長に就任。両事件の捜査を指揮した。また捜査一課長だった1983年6月には練馬一家5人殺害事件の捜査指揮に当たった。

## 発言
経験を生かしてプロファイリングを求められることが多かった。  
2008年11月に発生した元厚生事務次官宅連続襲撃事件に関し、「2件の犯行は同一グループによる複数犯か、現場間の距離や犯行時間を考えると、同一人物であることも十分に考えられる」とコメントした。
2009年1月の中央大学教授刺殺事件では、犯人は「内部、もしくは外部の者の犯行」「犯人は男性といわれているが、女性である可能性も否定できない」と予測した。
『週刊朝日』は、これらのコメントで田宮の推測する犯人像は、範囲が広いために誰にでも当てはまって、絞り込みになっていないことを指摘した。これに対して田宮は、犯人像を絞り込むと視聴者が先入観や予断を持ってしまい、その結果として捜査機関へ寄せられる情報が偏ると捜査の妨害になってしまうためとの旨を説明している。
インターネット上の動画サイトに田宮の推測コメントがアップロードされて、「迷推理」として人気を博しており、コラムニストの丸山タケシは視聴者は田宮のコメントのいい加減さに好意的であるとしている。

## 著書
- 『未解決殺人事件ファイル　捜査ケイゾク中』（廣済堂出版、2001年、監修）
- 『別冊宝島Real　迷宮入り!?未解決殺人事件の真相?真犯人たちは、いまどこにいるのか?』（宝島社、2003年、共著）ISBN 978-4796636711
- 『あの日の台湾』（警察研修社、2007年）
- 『警視庁捜査一課長特捜本部事件簿』（角川書店、2009年）

## 出演

### テレビ
- news every.（日本テレビ）

## 関連リンク
- システムブレーン 講師プロフィール - Webアーカイブ